# لاري مانيتي
لاري مانيتي (بالإنجليزية: Larry Manetti)‏ (ولد في 23 يوليو 1947 في شيكاغو) هو ممثل أمريكي اشتهر لدوره في شخصية أورفيل «ريك» رايت في مسلسل ماجنوم بي آي في الثمانينات والذي لعب فيه توم سيليك دور البطولة.

## روابط خارجية
- لاري مانيتي على موقع IMDb (الإنجليزية)
- لاري مانيتي على موقع ألو سيني (الفرنسية)
- لاري مانيتي على موقع أول موفي (الإنجليزية)
- لاري مانيتي على موقع قاعدة بيانات الأفلام السويدية (السويدية)
- لاري مانيتي على موقع إن إن دي بي (الإنجليزية)
- لاري مانيتي على موقع قاعدة بيانات الفيلم (الإنجليزية)
- لاري مانيتي على موقع كينوبويسك (الروسية)